# Гранд-Рівер (Огайо)
Гранд-Рівер (англ. Grand River) — селище (англ. village) в США, в окрузі Лейк штату Огайо. Населення — 394 особи (2020).

## Географія
Гранд-Рівер розташований за координатами 41°44′38″ пн. ш. 81°17′11″ зх. д. / 41.74389° пн. ш. 81.28639° зх. д. (41.743895, -81.286268).  За даними Бюро перепису населення США в 2010 році селище мало площу 1,65 км², з яких 1,40 км² — суходіл та 0,24 км² — водойми.

## Демографія
Згідно з переписом 2010 року, у селищі мешкало 399 осіб у 159 домогосподарствах у складі 105 родин. Густота населення становила 242 особи/км².  Було 176 помешкань (107/км²).
Расовий склад населення:
| - 96,7 % — білих - 1,5 % — чорних або афроамериканців - 1,3 % — осіб інших рас |

До двох чи більше рас належало 0,5 %. Частка іспаномовних становила 4,5 % від усіх жителів.
За віковим діапазоном населення розподілялося таким чином: 21,1 % — особи молодші 18 років, 65,1 % — особи у віці 18—64 років, 13,8 % — особи у віці 65 років та старші. Медіана віку мешканця становила 43,8 року. На 100 осіб жіночої статі у селищі припадало 106,7 чоловіків;  на 100 жінок у віці від 18 років та старших — 104,5 чоловіків також старших 18 років.
Середній дохід на одне домашнє господарство  становив 61 674 долари США (медіана — 63 125), а середній дохід на одну сім'ю — 68 429 доларів (медіана — 68 750). За межею бідності перебувало 12,4 % осіб, у тому числі 28,1 % дітей у віці до 18 років та 5,5 % осіб у віці 65 років та старших.
Цивільне працевлаштоване населення становило 194 особи. Основні галузі зайнятості: виробництво — 26,3 %, мистецтво, розваги та відпочинок — 17,0 %, освіта, охорона здоров'я та соціальна допомога — 16,0 %.